# ダニエル・バッハマン
ダニエル・バッハマン（Daniel Bachmann，1994年7月9日 - ）はオーストリア・ウィーン出身のサッカー選手。ポジションはGK。EFLチャンピオンシップ・ワトフォードFC所属。

## 経歴

### クラブ
FKアウストリア・ウィーンのユースチームを経て、2011年夏にストーク・シティFCに加入。2015年8月、期限付き移籍先のロス・カウンティFCでプロデビューを果たした。しかしストークでは出場機会を得られず、2016-17シーズン終了後に放出された。
2017年7月1日、ワトフォードFCと3年契約を結んだ。2018年8月8日、キルマーノックFCに1年間の期限付き移籍。
2021‐22シーズンは、開幕スタメンを奪取するなどと好調なスタートを切るも、まもなくしてベン・フォスターの控えに回り、12試合の出場に留まった。

### 代表
年代別のオーストリア代表歴がある。2017年3月14日、フル代表に初召集された。
2021年5月26日、UEFA EURO 2020のメンバーに選手された。その後、6月3日に行われた親善試合のイングランド戦で代表初出場を果たした。本大会ではこれまでレギュラーを務めていたアレクサンダー・シュラーガーを差し置いてレギュラーに抜擢。グループステージ全3試合に先発出場し決勝T進出に貢献したが、決勝T1回戦イタリア戦では、1点差で敗れチームは敗退した。